# Biłgoraj (stacja kolejowa)
Biłgoraj – stacja kolejowa w Biłgoraju.
Stacja znajduje się w granicach administracyjnych osiedla Bojary. Obiekty stacyjne oraz torowiska w większej części są zlokalizowane pomiędzy ulicami Dworcową i Bojarską, w bezpośrednim sąsiedztwie obszarów leśnych. Najbliższym przystankiem autobusowym jest przystanek ul. Moniuszki Zalew.
Przez stację przebiegają dwie równoległe linie kolejowe, korzystające ze wspólnego torowiska:
- szerokotorowa linia kolejowa nr 65, tzw. Linia Hutnicza Szerokotorowa, relacji Hrubieszów – Sławków k. Katowic,
- normalnotorowa linia kolejowa nr 66 relacji Zwierzyniec – Stalowa Wola.

Stacja ta stanowi punkt początkowy dla kilku szlaków turystycznych, przebiegających przez region Roztocza i Puszczy Solskiej.

## Ruch pasażerski
Według danych Urzędu Transportu Kolejowego w 2024 roku na stacji kolejowej Biłgoraj średnia liczba wsiadających i wysiadających pasażerów na jedno zatrzymanie pociągu wynosiła między 15 a 20 osób.

## Ruch kolejowy
Zgodnie z rozkładem jazdy na stacji w 2025 roku zatrzymują się pociągi pasażerskie kursujące po linii normalnotorowej nr 66: TLK Hetman (Hrubieszów Miasto – Kraków Główny) i SKPL Kasztelan (Hrubieszów Miasto – Kraków Główny).
Po linii szerokotorowej nr 65 nie prowadzi się składów osobowych – przewozy na niej mają charakter ściśle towarowy.
Dojście do torów, po których prowadzi się przewozy pasażerskie, znajduje się po stronie północnej i jest skomunikowane z ulicą Bojarską.

### Ruch towarowy
Przewozy towarowe realizowane są zarówno na linii szerokotorowej LHS, łączącej kraje byłego ZSRR z Górnym Śląskiem, jak i na linii normalnotorowej nr 66. Stacja posiada m.in. terminal przeładunkowy i stanowi lokalny ośrodek tranzytu towarowego, realizujący usługi dla przedsiębiorstw w mieście i okolicy. W bezpośrednim otoczeniu stacji znajdują się m.in. składowiska węgla kamiennego, korzystające z transportu kolejowego.

## Historia
Stacja została oddana do użytku w momencie uruchomienia linii normalnotorowej nr 66 w 1971 roku. Kilka lat później wybudowano także przebiegającą przez stację linię szerokotorową nr 65. Stacja ta przejęła rolę dawnego dworca kolei wąskich, który działał w mieście w latach 1915-1971.
W momencie powstania stacji wybudowano na niej również budynek dworca kolejowego. Został on jednak rozebrany w listopadzie 2012 roku. Decyzja o rozbiórce została podjęta przez dzierżawcę obiektu – spółkę PKP Linia Hutnicza Szerokotorowa – i była związana przede wszystkim ze względami bezpieczeństwa, niewielkim ruchem pasażerów i uciążliwym dojściem. W ostatnich latach ruch pasażerski na stacji był niewielki: przykładowo w 2019 roku obsługiwała do 10 pasażerów na dobę.
W lipcu 2020 władze samorządowe województwa lubelskiego w porozumieniu z PKP PLK ogłosiły zamiar budowy nowej linii kolejowej, która ma przebiegać ze stacji Biłgoraj przez Janów Lubelski (dotąd nie posiadający połączeń kolejowych) do stacji Szastarka na linii kolejowej nr 68.

## Dane techniczne
Stacja Biłgoraj na linii normalnotorowej nr 66 posiada cztery tory główne, kilka torów bocznych i jeden dwukrawędziowy peron wyspowy. Na Linii Hutniczej Szerokotorowej dysponuje natomiast dwoma torami głównymi i dwoma torami bocznymi. Ruch na stacji jest prowadzony z dwóch nastawni, które sterują semaforami świetlnymi.